# Music Video - Special Edition (відеоальбом Майкла Джексона)
Music Video — Special Edition — збірка відео кліпів американського поп-співака Майкла Джексона, що була випущена у 2002 у Південній Кореї. Цей диск є дуже рідкісним та колекційним.

## Список кліпів
| #   | Назва                                                | Тривалість |
| --- | ---------------------------------------------------- | ---------- |
| 1.  | «Unbreakable»                                        |            |
| 2.  | «Cry» (also titled "Cry (You Can Change The World)") |            |
| 3.  | «Dirty Diana»                                        |            |
| 4.  | «Smooth Criminal»                                    |            |
| 5.  | «Billie Jean»                                        |            |
| 6.  | «Beat It»                                            |            |
| 7.  | «Scream» (з Джанет Джексон)                          |            |
| 8.  | «Black or White»                                     |            |
| 9.  | «Jam»                                                |            |
| 10. | «You Rock My World»                                  |            |